# Cserháthaláp
Cserháthaláp é um município da Hungria, situado no condado de Nógrád. Tem 10,47 km² de área e sua população em 2015 foi estimada em 339 habitantes.